# Pseudolarentia monosticta
Pseudolarentia monosticta là một loài bướm đêm trong họ Geometridae.